# Sörtjärnet, Värmland
Sörtjärnet är en sjö i Arvika kommun i Värmland och ingår i Göta älvs huvudavrinningsområde. Sjön är 4 meter djup, har en yta på 0,533 kvadratkilometer och befinner sig 69,3 meter över havet. Sjön avvattnas av vattendraget Billingsån.

## Delavrinningsområde
Sörtjärnet ingår i det delavrinningsområde (660418-132830) som SMHI kallar för Mynnar i Glafsfjorden. Medelhöjden är 100 meter över havet och ytan är 12,19 kvadratkilometer. Det finns ett avrinningsområde uppströms, och räknas det in blir den ackumulerade arean 37,09 kvadratkilometer. Billingsån som avvattnar avrinningsområdet har biflödesordning 3, vilket innebär att vattnet flödar genom totalt 3 vattendrag innan det når havet efter 257 kilometer. Avrinningsområdet består mestadels av skog (60 procent), öppen mark (15 procent) och jordbruk (11 procent). Avrinningsområdet har 0,53 kvadratkilometer vattenytor vilket ger det en sjöprocent på 4,4 procent. Bebyggelsen i området täcker en yta av 0,26 kvadratkilometer eller 2 procent av avrinningsområdet.